# Дабата
Дабата (рос. Дабата) — улус Заіграєвського району, Бурятії Росії. Входить до складу Сільського поселення Дабатуйське.
Населення — 100 осіб (2015 рік).